# 半月山
半月山（はんげつやま、はんげつさん）は、栃木県日光市にある山。山頂付近にある展望台は男体山と中禅寺湖を望み、奥日光を代表する景観が開ける。

## 登山道
登山適期は5月から11月である。
中禅寺温泉バスターミナルから茶ノ木平を経由して尾根伝いに登る道（中宮祠阿世潟峠線歩道=日光自然ふれあいの道）と、同ターミナルから中禅寺湖畔を進み、狸窪（むじなくぼ）から山中に入る道がある。登山ガイドブックでは、茶ノ木平から登り、半月峠を経て狸窪へ下るコースが一般に紹介されている。このコースを利用すると、山頂まで2時間30分、往復4時間30分（休憩含まず）かかる。半月峠から狸窪へ下りず、阿世潟峠（あせがたとうげ）まで進み、ここで峠を下りて湖岸沿いを通ってターミナルに戻るコースを紹介する本もあり、全行程6時間かかる。
ターミナルから茶ノ木平へは、やや急坂を経て55分ほどで到達する。この区間にはかつて中禅寺温泉ロープウェイが通っていた。ロープウェイ関係の施設はすべて撤去済みであり、茶ノ木平には何も残っていない。茶ノ木平からは狸山、中禅寺湖展望台を経由して、山頂に達する（約4.4 km）。狸山は樹林帯の中で、眺望は得られない。中禅寺湖展望台からは、中禅寺湖・男体山・戦場ヶ原・日光白根山が見渡せ、テレビ中継でもよく取り上げられる地点である。
足尾町側からも登ることができ、足尾銅山が栄えていた頃は観光客が盛んに往来し、茶店が5軒も営業していたが、銅山の斜陽化とともに登山道は廃れ、時折登山者が利用する程度にとどまっている。

## 生物

### 植生
山麓から山頂まで森林に覆われており、大部分は広葉樹林帯である。樹種は中禅寺温泉バスターミナル - 茶ノ木平間がカエデ類・ブナ・ウラジロモミ、狸山周辺がカエデ・ツツジ・ナナカマドである。特にカエデは種類が多く、10月中旬頃に紅葉する。山頂付近はコメツガやカラマツなどの針葉樹が占める。山頂はコメツガ林が生い茂っており、眺望は得られない。
標高1600mの茶ノ木平から稜線沿いには、アカヤシオ・シロヤシオ・トウゴクミツバツツジが見られ、5月になると開花する。

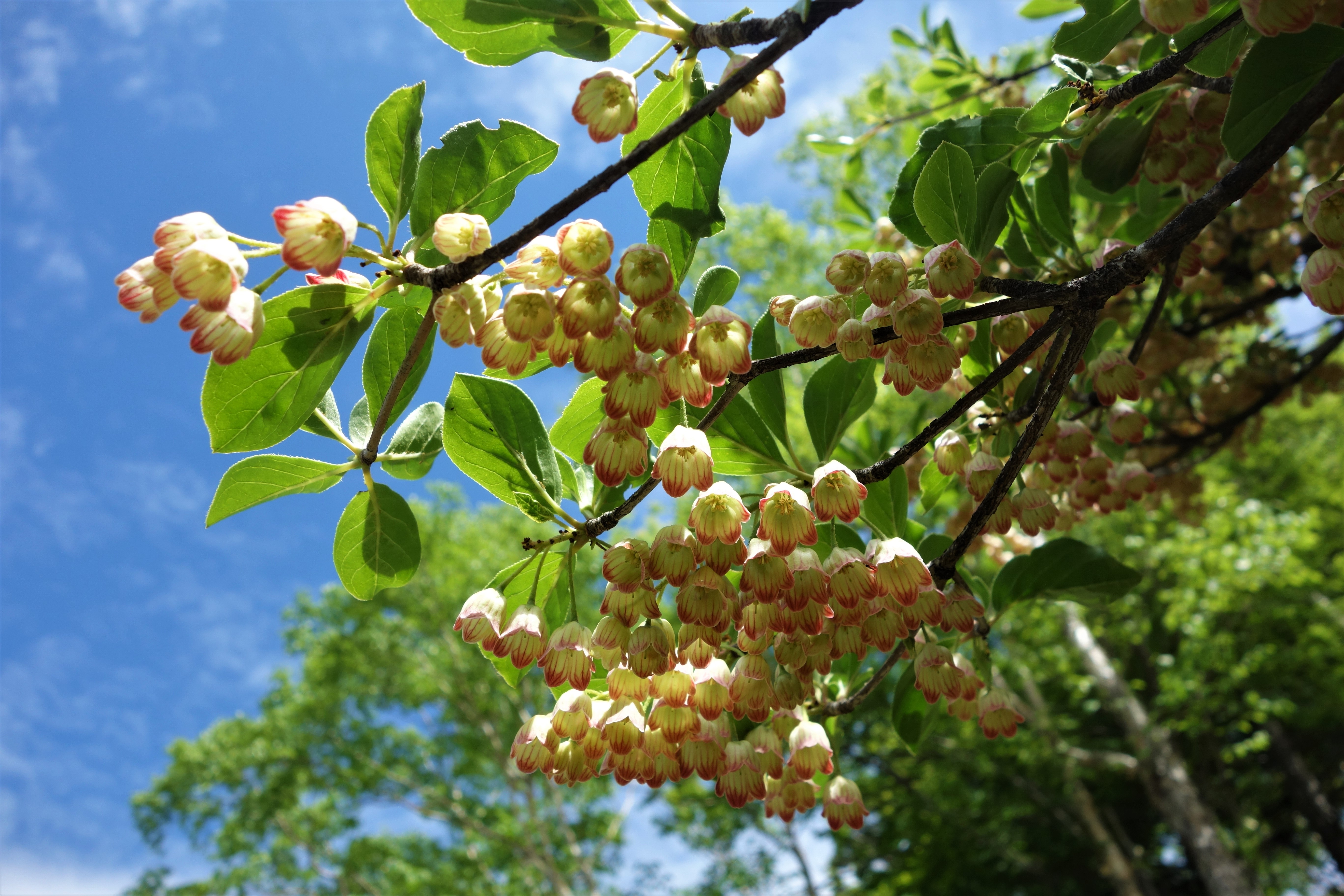
半月山のサラサドウダン
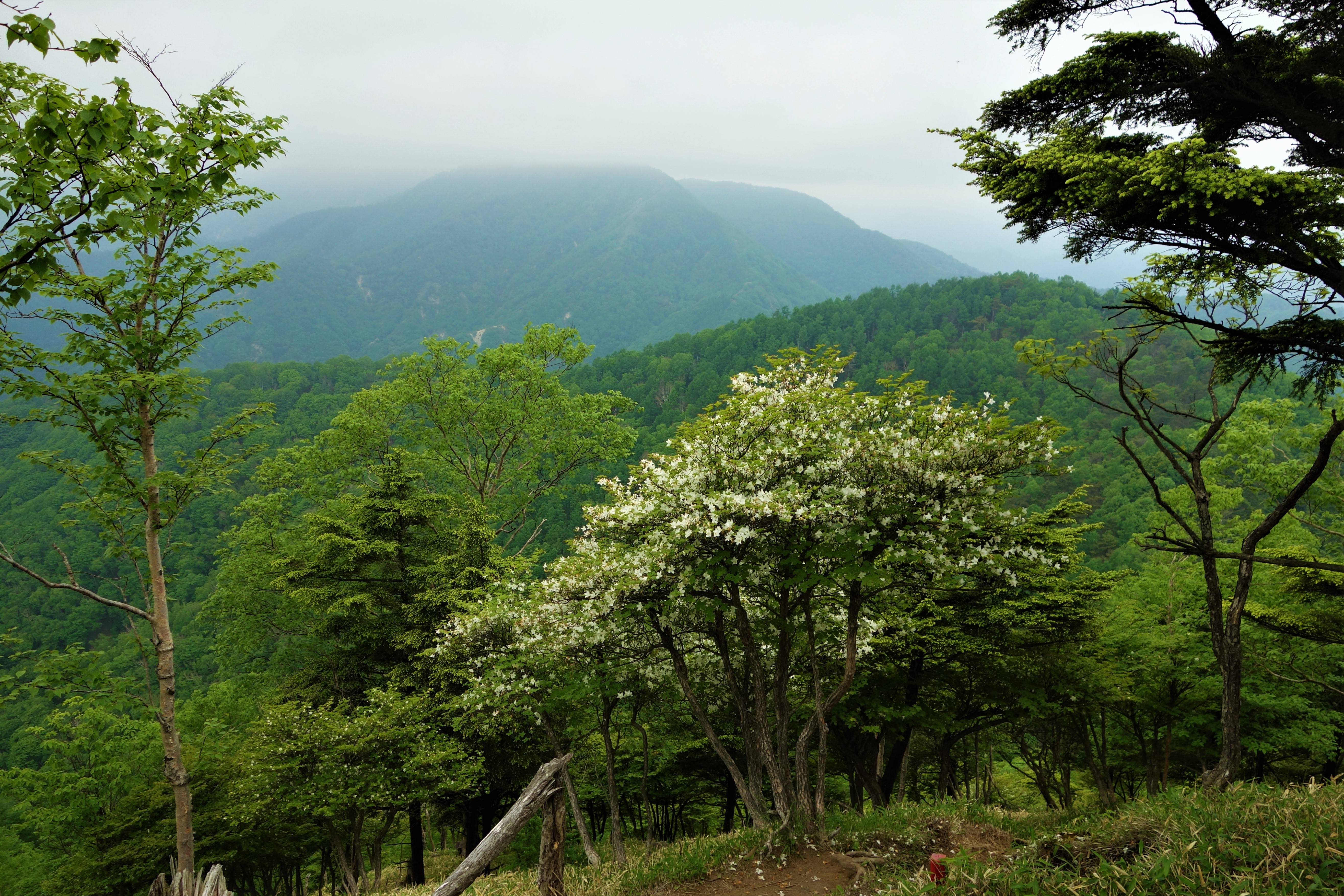
半月峠付近のシロヤシオ

### 鳥獣
半月山周辺は、カッコウ・カケス・オオルリ・メボソムシクイ・シジュウカラなど野鳥が多く生息する。ほかに野生のサルやシカがいる。

## 地理

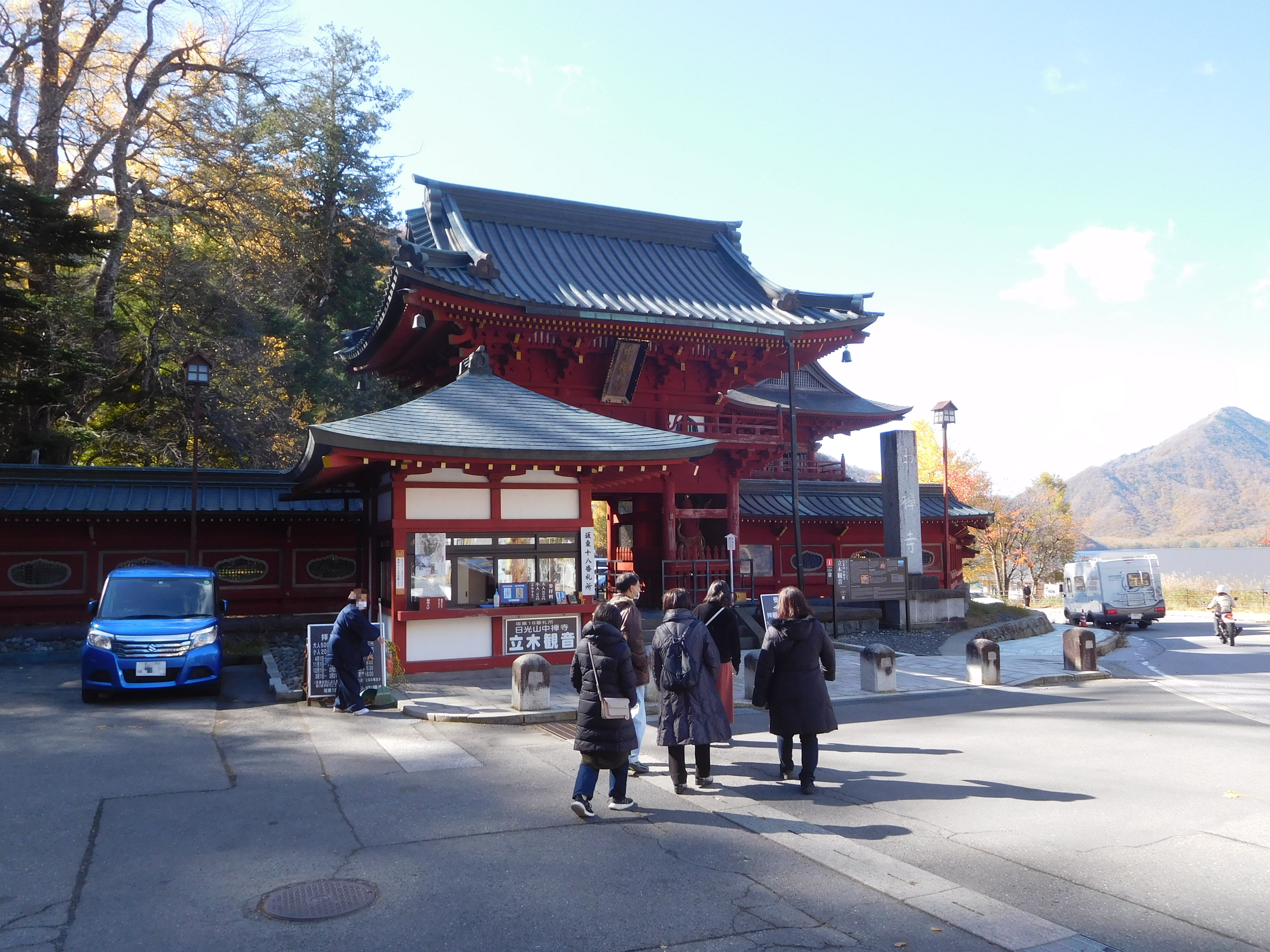
中禅寺と半月山（右）

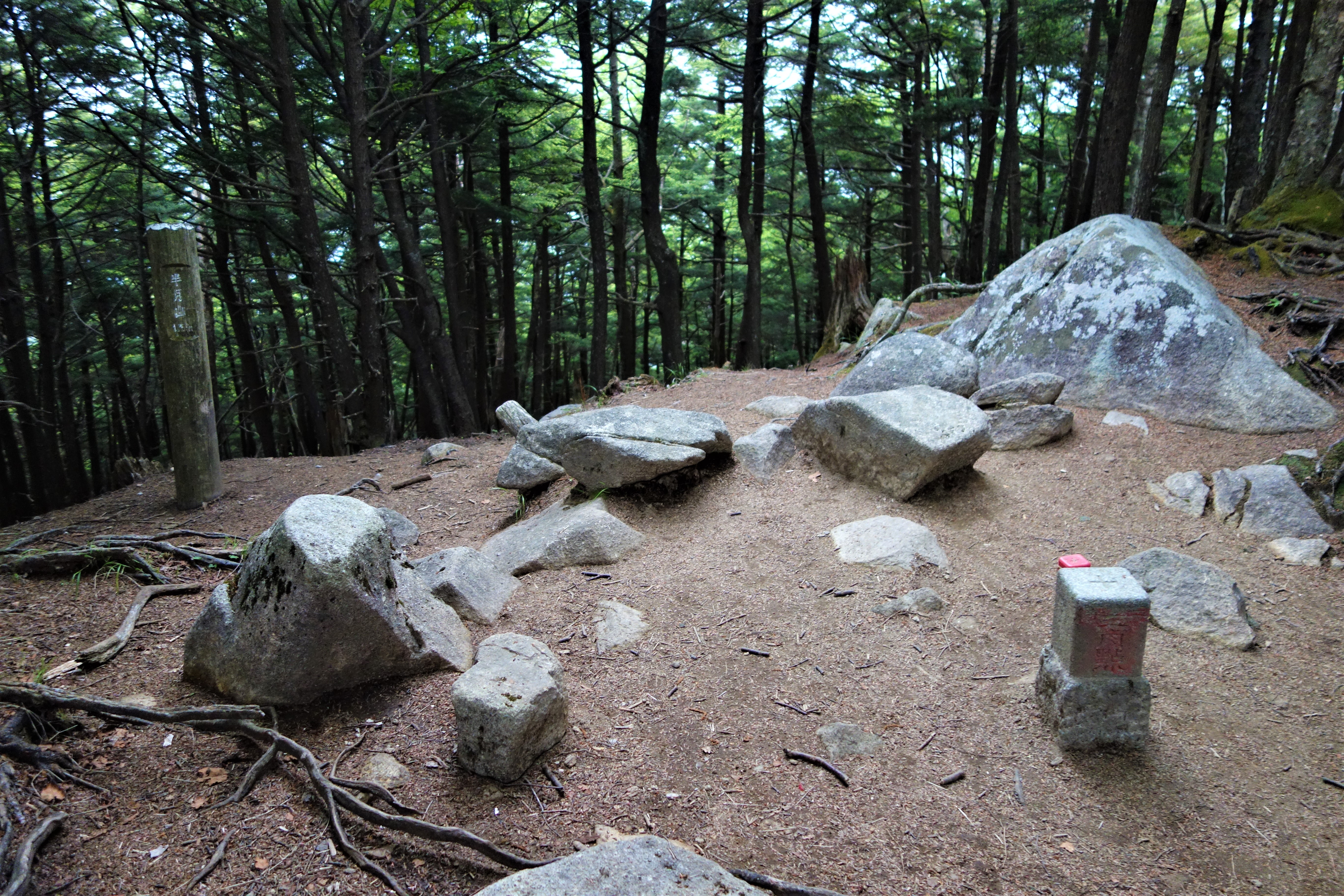
半月山山頂

半月山は日光市中宮祠と足尾町にまたがり、山の北側が中宮祠、南側が足尾町である。三等三角点が山頂に設置されている。
周辺は日光修験の地であるが、半月山は修験者の回峰行程からは外れている。手塚晴夫は半月という山名が、満月（悟りの境地）に至らない状態と修験者に捉えられたため、回峰から外されたとの持論を披露している。

### 地形・地質
半月山は足尾山地に属する。足尾山地は頁岩を主とする古生層から成り、火山活動に伴って花崗岩などの半深成岩類が貫入し、これらの基質を流紋岩・安山岩・火山砕屑物が覆う。半月山は中禅寺型酸性岩類のうち、半月山火砕流堆積物に覆われており、輝石含有角閃石黒雲母流紋岩質溶結凝灰岩に分類される。斑晶に含まれる石英・斜長石・カリ長石はいずれも2mm以下で破片状である。
半月山は足尾町を流れる久蔵沢の水源の1つであり、渡良瀬川水系の一端を担っている。

### 山名の由来
諸説ある。
1. 樹木が少ない山という意味[15]。『日本山岳ルーツ大辞典』に掲載されている説であるが、手塚晴夫は「どう訳せば由来に繋がるのか私には解らない」と断じた[15]。
2. 半月形をした山であることに由来する[15]。湖側からだと、半月形に見える[15]。
3. 「ハン」は動詞「剥ぐる」（はぐる）の語幹の転訛、「ゲツ」は動詞「削る」（けつる）の語幹の濁音化であり、崩落地形に由来する[15]。手塚晴夫の提唱した説で、足尾側から見ると山体の大崩落地形が見える[15]。

### 半月山展望台

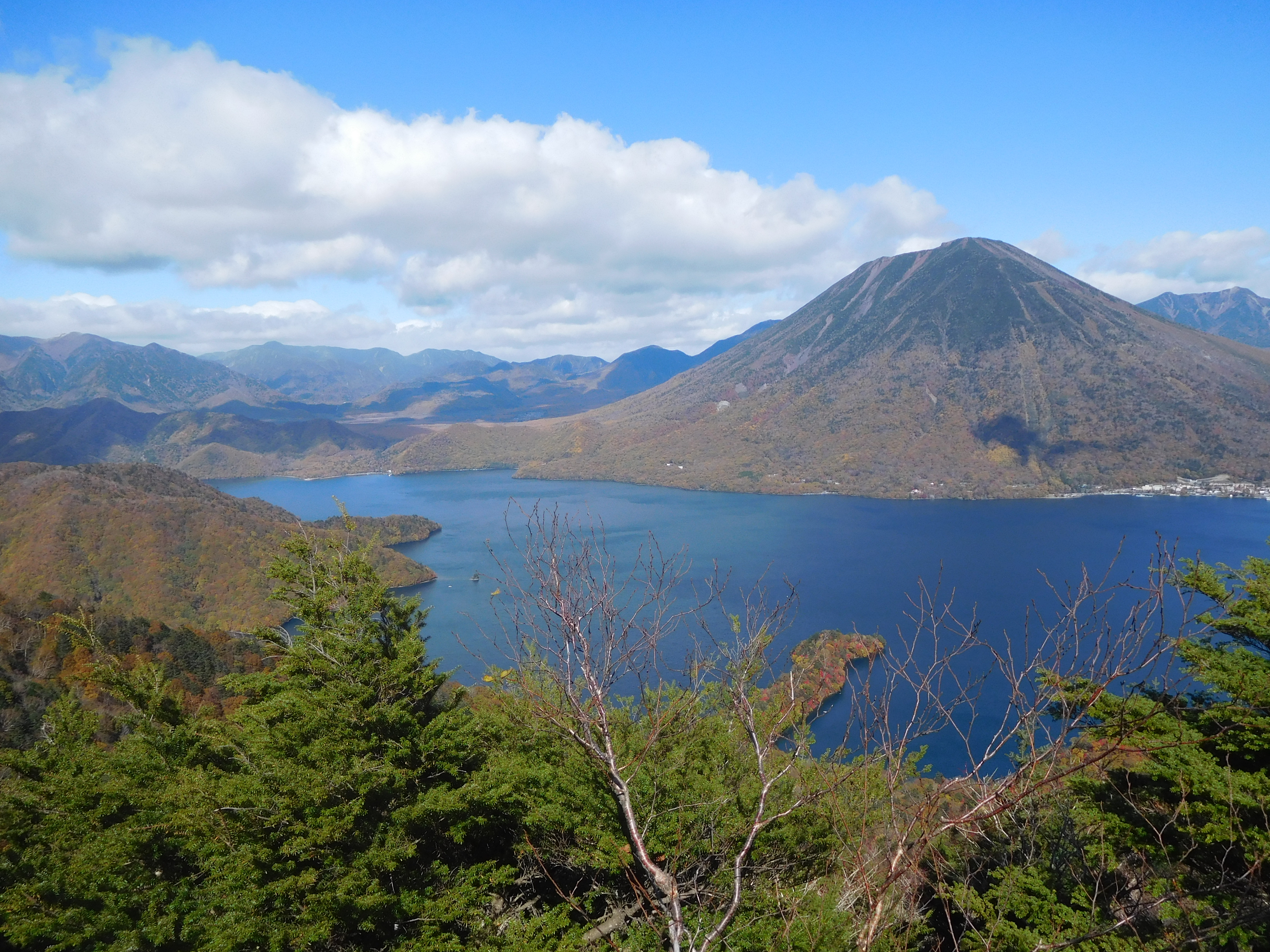
展望台からの風景（2020年10月）

山頂から西へ10分ほど（約200 m）進んだところに半月山展望台がある。展望台は木製のデッキで、20人ほどが立って鑑賞できる広さを持つ。背後の半月山以外に視界を遮るものはなく、ここからは、男体山を正面に、眼下に中禅寺湖を望み、湖に突き出す八丁出島、湖面に浮かぶ上野島などが鑑賞できる。空気が澄んでいると、富士山が見えることがある。
展望台からの風景は奥日光を代表するものと讃えられ、春の新緑と日差し、夏の涼やかな湖面、秋の紅葉で色付く八丁出島、冬の不気味なほどの青い湖面と季節によって移ろいゆく。特に紅葉の時期は評価が高い。
中禅寺温泉バスターミナルからは半月山行きの路線バスが東武バス日光により運行されており、終点で下車し、20分ほど登って（約700 m）到達することもできる。バスの終点は駐車場ともなっており、ここまで自動車で登ることができる。バス・自動車利用者にとっては、短時間で日光の自然に触れることができるハイキングコースとなることから、来訪者は多い。ただし駐車場に至る中禅寺湖スカイライン（栃木県道250号中宮祠足尾線）は冬季と夜間に閉鎖となり、路線バスも冬季に運休する。なお、中禅寺湖スカイラインは1972年（昭和47年）に開通した比較的新しい道路であり、開通当初は有料道路であった。

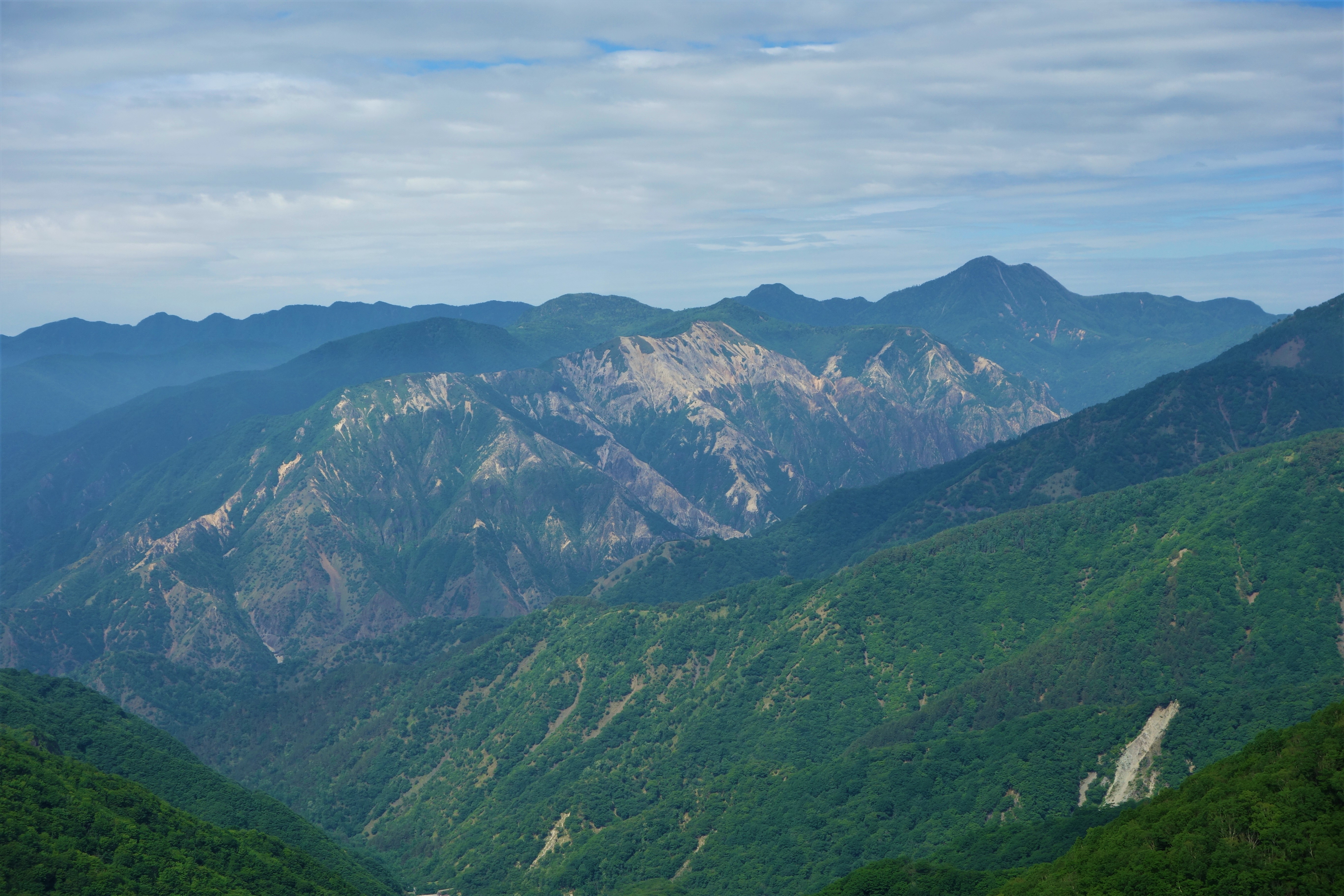
半月山駐車場から袈裟丸山と皇海山
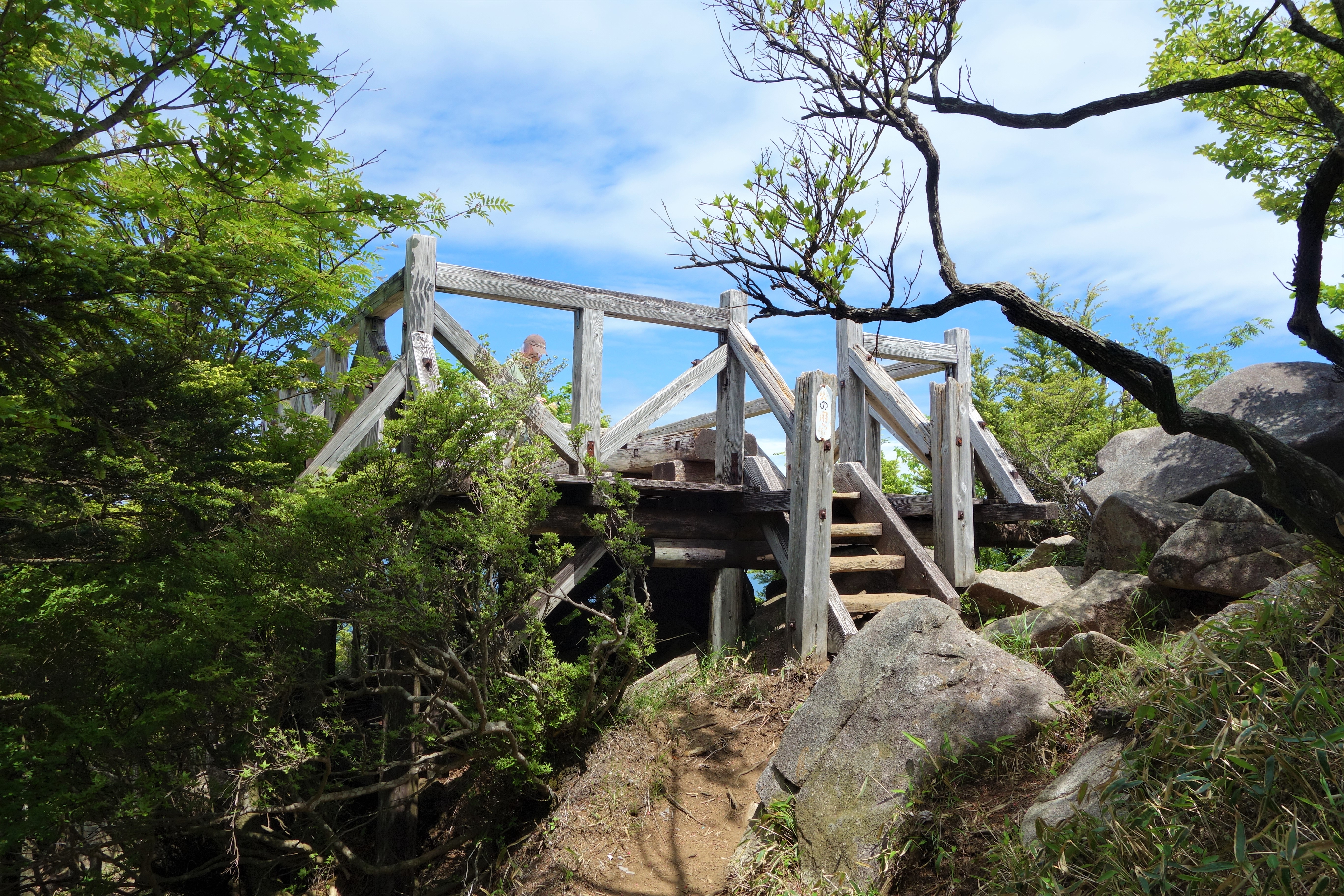
半月山展望台

### 半月峠と阿世潟峠
半月峠は、半月山展望台から北西へ15分ほど歩いたところにある峠である。標高は1570m。十字路になっており、北へ向かうと山中を下って湖畔の狸窪に、西へ向かうと阿世潟峠に、南へ向かうとわたらせ渓谷鐵道間藤駅に至る。遠回りになるが、半月峠で狸窪へ下りなくとも、阿世潟峠まで行って湖畔の阿世潟へ下りて中禅寺温泉バスターミナルに戻ることができる。
半月峠は1920年（大正9年）に阿世潟峠越えに代わる、日光と足尾を結ぶ道路として開通した。修学旅行生らも多く利用したが、1936年（昭和11年）に自動車が通行できる細尾峠道が開通すると通行者は激減し、1939年（昭和14年）に最後の茶店が閉店した。生活道路だった名残りが、半月峠 - 狸窪間の石垣に残されている。峠の周辺は、ダケカンバ・ヤシオツツジ・カラマツ・ナナカマド・コメツガなどが混交する低中木林帯が広がる。
阿世潟峠は日光を開山した勝道上人が中禅寺湖畔から足尾郷へ向かう道として開いたと伝えられる。江戸時代には足尾銅山が江戸幕府の直轄となったことで往来する人が多かったが、明治から大正にかけて山崩れが頻発したため、代替として開削された半月峠越えに取って代わられた。（山崩れは、久蔵沢方面から流れ込んだ足尾銅山の有毒ガスで植生が失われたのが原因である。）峠の標高は1420mであるが、湖畔との標高差は100m強であるため、阿世潟峠 - 阿世潟は比較的容易に往来できる。なお、阿世潟峠よりさらに西へ尾根を進む登山道があり、社山・黒桧山を経て群馬県境の三俣山まで続く。ただし、黒桧山 - 三俣山間は登山者が少なく、道は自然に戻りつつある。